# Карандаш и Клякса — весёлые охотники
«Карандаш и Клякса — весёлые охотники» — советский кукольный мультфильм 1954 года. Один из первых объёмных мультфильмов, созданных в СССР в послевоенное время («Творческое объединение кукольных фильмов» возникло в 1953 году). В фильме было применено сразу несколько технологических новшеств изготовления и съёмки кукол.

## Сюжет
Человечек по имени Карандаш и его скотч-терьер по кличке Клякса отправляются на охоту. Войдя в лес, они первым делом решили вздремнуть. Их будит белка, за которой тут же начинается погоня. Не подстрелив её, друзья переключаются на двух зайцев, но и те избегают смерти. Затем в ярости Карандаш случайно закидывает свой ботинок на дерево, туда же летит и второй. С трудом сняв их, приятели бросаются преследовать лису, но и та благополучно уходит от них.
Удручённые друзья поздно вечером возвращаются домой и закупают разнообразную дичь в гастрономе.

## Создатели
| сценарий и постановка                                           | Евгений Мигунов               |
| оператор                                                        | Иосиф Голомб                  |
| композитор                                                      | Михаил Меерович               |
| художники-постановщики                                          | Евгений Мигунов, Вадим Долгих |
| звукооператор                                                   | Борис Фильчиков               |
| ассистент по монтажу                                            | Л. Сазонова                   |
| редактор                                                        | С. Гинзбург                   |
| куклы и декораций выполнены под руководством главного художника | Романа Гурова                 |
| директор картины                                                | Борис Бурлаков                |

## Озвучивание 2001 года
В 2001 году мультфильм был отреставрирован и заново переозвучен компаниями ООО «Студия АС» и ООО «Детский сеанс 1». В новой версии была полностью заменена фонограмма, к переозвучиванию привлечены современные актёры, в титрах заменены данные о звукорежиссёре и актёрах озвучивания. Переозвучка была крайне негативно воспринята как большинством телезрителей, так и членами профессионального сообщества. Качество реставрации также иногда подвергается критике.
- О. Орехов — Карандаш
- Александр Котов — Клякса

## Прочие факты
- Грузовик, на котором Карандаш и Клякса возвращаются домой, — отсылка к фильму «Счастливый рейс». Единственное отличие — видоизменённая буквенная часть номера (ЮВ, вместо МВ).